# Belo Jardim
Belo Jardim es un municipio brasileño del estado de Pernambuco. Se localiza a una latitud 08º20'08" sur y a una longitud 36º25'27" oeste, estando a una altitud de 608 metros. Su población recensada en 2010 era de 72.412 habitantes.
El municipio está incluido en el área geográfica de cobertura del semiárido brasileño, definida por el Ministerio de Integración Nacional en 2005. Esta delimitación tiene como criterios el índice pluviométrico, el índice de aridez y el riesgo de sequía.
Belo Jardim se inserta en la unidad geoambiental de la Meseta de la Borborema. La vegetación nativa es formada por plantas subcaducifólica y caducifólica, típica del agreste.
El clima es Tropical Lluvioso, con verano seco. El período lluvioso comienza en enero/febrero y termina en septiembre.
El municipio se encuentra en los territorios de las cuencas hidrográficas del río Ipojuca y del río Capibaribe. Sus principales tributários son los arroyos del Mimoso, Fundão, Imbé, del Minador, Chorão, de la Aldea Velha, Taboquinha, Liberal, Vieira, del Jenipapo, del Pozo, Santana, del Veado Podre, del Peixoto, Tabocas, del Souza y del Jucá. 